# Лома-Бонита
Лома-Бонита (исп. Loma Bonita)  —   муниципалитет в Мексике, входит в штат Оахака. Население — 40 908 человек.

## История
Город основан в 1905 году.